# Deutsche Bundesbank
La Deutsche Bundesbank (dal tedesco: Banca federale tedesca) è la banca centrale della Repubblica Federale di Germania e, in quanto tale, è parte del Sistema europeo delle banche centrali (SEBC). Grazie alla sua solidità e al suo prestigioso passato, la Bundesbank è il membro più influente del SEBC. Del resto, la Banca centrale europea (BCE) è stata creata prendendo a modello proprio la Bundesbank. Sia la Deutsche Bundesbank sia la BCE hanno sede a Francoforte sul Meno.

## Storia

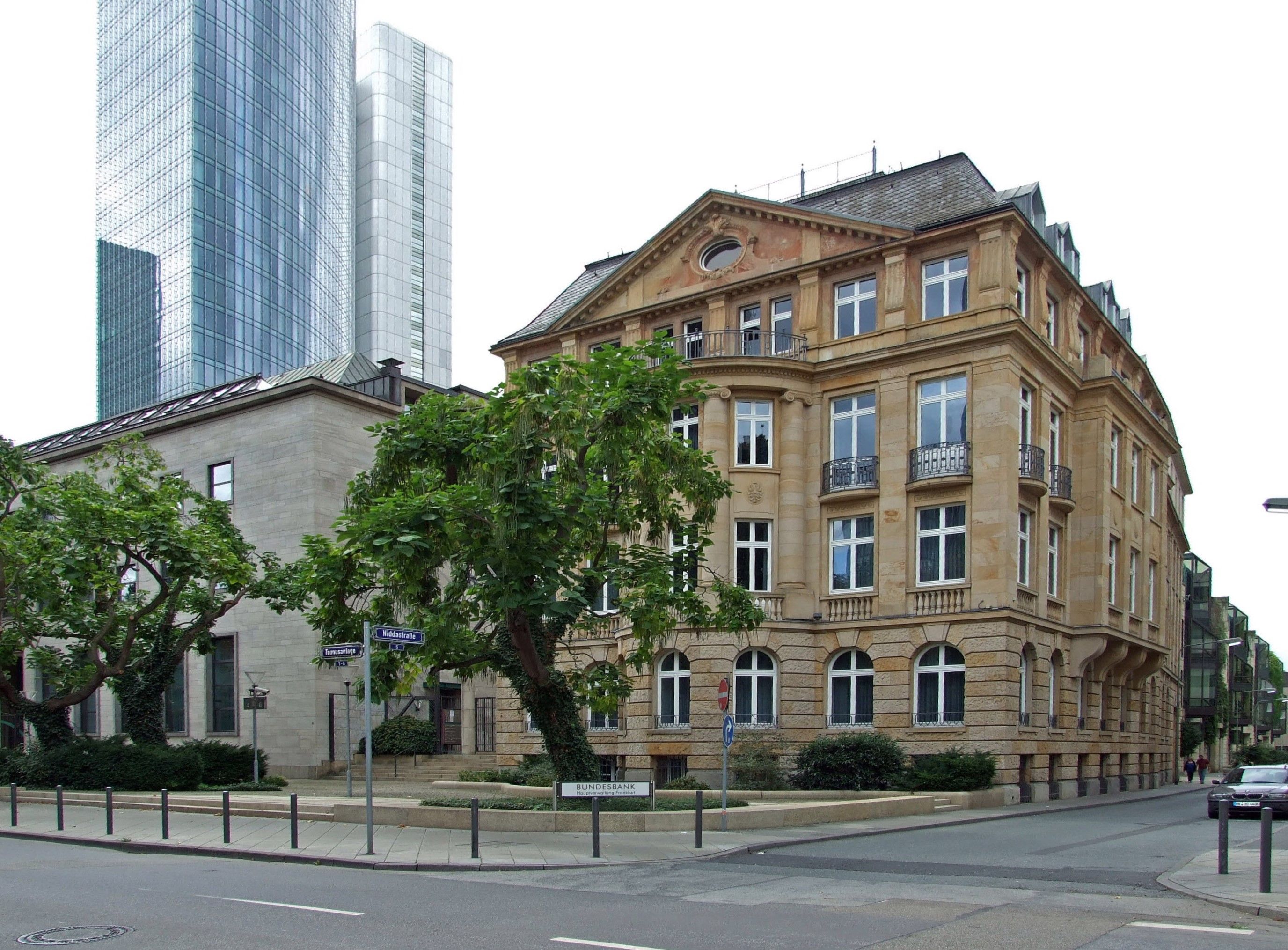
Sede storica

La Deutsche Bundesbank fu creata nel 1957 in sostituzione della Bank deutscher Länder (Banca degli stati tedeschi), alla quale si deve l'introduzione del Deutsche Mark (marco tedesco), il 20 giugno 1948.
La Bundesbank (spesso detta "Buba") fu una delle banche centrali più prestigiose del mondo, grazie soprattutto all'opera di stretto controllo dell'inflazione che essa portò avanti per tutta la seconda metà del XX secolo. Proprio per questo motivo, il marco tedesco diventò una moneta solida e affidabile, tanto da permettere alla Bundesbank di avere una certa influenza indiretta sulle economie di diversi paesi europei.
La Deutsche Bundesbank fu, tra l'altro, la prima delle banche centrali a cui fu riconosciuta piena autonomia, per quel che riguarda sia gli strumenti sia gli obiettivi, tanto da far parlare di "modello Bundesbank" in contrapposizione al "modello neozelandese", nel quale gli obiettivi (ad esempio il controllo dell'inflazione) sono fissati dal governo.
Alla Bundesbank è infine legato un importante centro di ricerche economiche con base a Francoforte, a cui si aggiungono 9 dipartimenti in diverse regioni tedesche.

## Presidenti
- 1958–1969: Karl Blessing
- 1969–1977: Karl Klasen
- 1977–1979: Otmar Emminger
- 1980–1991: Karl Otto Pöhl
- 1991–1993: Helmut Schlesinger
- 1993–1999: Hans Tietmeyer
- 1999–2004: Ernst Welteke
- 2004–2011: Axel Weber
- 2011–2021: Jens Weidmann
- dal 2022: Joachim Nagel

## Comitato esecutivo
L'organo decisionale della Bundesbank è l'Executive Board. Secondo la normativa vigente, è composto dal Presidente, dal Vicepresidente e da altri quattro membri. A partire da gennaio 2022, i suoi membri sono:
- Joachim Nagel (Presidente)
- Claudia Maria Buch (Vicepresidente)
- Johannes Beermann
- Joachim Würmeling
- Burkhard Balz
- Sabine Mauderer